# Korean Bodega
Korean Bodega è un singolo del gruppo musicale statunitense Fun Lovin' Criminals, pubblicato il 26 aprile 1999 come terzo estratto dal secondo album in studio 100% Colombian. Del singolo esiste anche una versione a cui hanno contribuito anche i Garbage.

## Successo commerciale
Il singolo ha ottenuto successo nel Regno Unito.